# Hotel Tryp Habana Libre
Hotel Tryp Habana Libre (anteriormente Habana Hilton) es uno de los hoteles más grandes de Cuba. Localizado en Vedado, La Habana, cuenta con 572 habitaciones distribuidas por 25 pisos: 532 Doble Estándar, 37 Yúnior Suit Estándar, 1 Suit Presidencial y 2 Sénior Suit Estándar. El hotel sirvió como residencia de Fidel Castro y otros revolucionarios durante 1959.

## Historia
El hotel fue construido como Habana Hilton con un presupuesto de 24 millones de dólares bajo los auspicios personales del presidente Fulgencio Batista, como una inversión en el plan de pensiones de la Unión de Trabajadores de Cuba, siendo operado por la cadena estadounidense Hilton Hotels. El hotel fue diseñado por el conocido arquitecto de Los Ángeles Welton Becket, quien anteriormente había diseñado el Beverly Hilton para la cadena estadounidense, en colaboración del arquitecto Nicolás "Lin" Arroyo y Gabriela Menéndez. Arroyo fue el ministro de Obras Públicas de Batista.
Inaugurado el 22 de marzo de 1958, contó con la presencia de Conrad Hilton, después de cuatro días de festejos. En su momento, el Havana Hilton fue el hotel más alto y grande de toda Latinoamérica. Contaba con un restaurante Trader Vic's, casino, sala de comedor, sala de billar y un bar en la azotea del hotel.
Tras el triunfo de la revolución y la entrada de Fidel Castro en La Habana, el 8 de enero de 1959, el hotel se convirtió en su cuartel general, con Castro como residente del mismo, durante tres meses en la suit 2324. Los casinos en toda la ciudad se cerraron brevemente, pero las protestas de los trabajadores de los casinos de La Habana llevaron a su reapertura en febrero de ese mismo año.
El hotel se mantuvo en funcionamiento como Hilton durante un año y medio más sin éxito. El 11 de julio de 1960, el Gobierno expropia el hotel y lo nacionaliza. Las relaciones entre Cuba y Estados Unidos fueron deteriorándose progresivamente según iban nacionalizándose más hoteles estadounidenses, así, en octubre de 1960, ya no había hoteles estadounidenses en Cuba. Todos los casinos fueron permanentemente cerrados. En consecuencia, el hotel fue rebautizado como Hotel Habana Libre. Finalmente, Estados Unidos, como resultado de estos hechos, acabaría rompiendo relaciones diplomáticas con Cuba el 3 de enero de 1961.
Durante los años siguientes, el hotel, operado ya por el gobierno cubano, se centró en el turismo nacional, perdiendo gran parte del prestigio que había generado con su apertura. Durante algunos años, el hotel, infrautilizado para su uso original, fue reutilizado para muchas otras funciones; entre ellas, destacó por operar algún tiempo como Embajada de la Unión Soviética en Cuba. Más tarde, el hotel operó nuevamente para albergar importantes personalidades extranjeras durante su estancia en la isla.
A comienzos de los años 90, el Gobierno cubano, con motivo de la desaparición de la Unión Soviética, principal sostén económico de la isla, inicia una serie de reformas limitadas en la economía nacional, manteniendo el carácter comunista del Estado. Entre ellas, destacó la posibilidad de gestión mixta público-privada de los hoteles, a condición de que estos estuvieran destinados exclusivamente a extranjeros y, en todo caso, se mantuviera la titularidad del Gobierno sobre los mismos. Así, en 1996, la cadena española Sol Meliá asumió la gestión del hotel junto con el Gobierno cubano. Fue colocado en su división Tryp de hoteles urbanos y rebautizado como Hotel Tryp Habana Libre. Fue renovado entre 1996 y 1997. Entre los aspectos más destacados de la obra fue la restauración de un enorme mural original de la artista Amelia Peláez sobre la entrada principal, que había pasado décadas oculto de la vista pública.
El Hotel Habana Libre está a pocos pasos de la popular heladería Coppelia.